# Dendrochilum quisumbingianum
Dendrochilum quisumbingianum är en orkidéart som beskrevs av Henrik Aerenlund Pedersen. Dendrochilum quisumbingianum ingår i släktet Dendrochilum och familjen orkidéer. Inga underarter finns listade i Catalogue of Life.